# ロゼモン
ロゼモンとは、
1. デジタルモンスターシリーズに登場する架空の生命体・デジタルモンスターの一種。
2. デジモンワールド デジタルカードバトルの登場人物。

## 概要
PlayStation用ソフト『デジモンワールド デジタルカードバトル』で初登場。携帯機での初登場は『デジモンペンデュラム』4.5。
その名の通りバラをモチーフにしたデジモン。パルモンの究極体として扱われている他、多数の作品に登場しているが、アニメには未登場だったためか『デジモンセイバーズ』では設定に若干の変更を加えララモンの究極体として登場した。

## 種族としてのロゼモン
『草花の女王』と呼ばれる妖精型デジモンで、金髪の美しい女性の姿をしている。永遠の美と強さを約束する宝玉・ティファレトを首に飾っている。

### 基本データ
- 世代/究極体
- タイプ/妖精型
- 属性/データ
- 必殺技/ソーンウィップ、ローゼスレイピア、フォービドゥン・テンプテイション（2006年以降）
- 得意技/ローズィクレイドル
- 勢力/ウィンドガーディアンズ

必殺技
ソーンウィップ
電気を帯びた棘の鞭でどんなに狂暴なデジモンでも手なずけてしまう。この技を受けたものは、身も心もロゼモンの虜になってしまうと言われている。
ローゼスレイピア
鞭の切っ先で敵を仕留める。
フォービドゥン・テンプテイション
2006年から追加された新技。ロゼモンの究極にして禁断の誘惑。この技を受けたデジモンは、無数のバラの花に包まれて美しくデータ破壊される。

### X抗体版
X抗体を取り込んでX進化を遂げたロゼモン。その真紅の姿は万物全ての他の赤色が色褪せて見えると言われるだけでなく、その姿を目にした他者に圧倒的な劣等感を感じ抱かせてしまうほどその美しさが引き出されている。このロゼモンが怒りを見せた際には花弁からロゼモンの愛の涙とされる 「アフロディーティア」という雫が現れ、それを見た者は自分が傷つくことを知りながらも抵抗する意思を完全に失い、ロゼモンの成すがまま倒されてしまう。
- 必殺技/ローゼンブラッド

必殺技
ローゼンブラッド
ロゼモンの棘の鞭に抱かれダメージを負ってしまい、最終的に消滅してしまう。

### ロゼモン：バーストモード
『デジモンカードゲームα』で初登場。ロゼモンが一時的に限界能力を発動させた形態で、愛と美のオーラをまとった特殊な姿である。体色の大部分が赤から白に変わり、周囲に愛と美のシンボルが刻まれた宝玉である「ティファレト」を複数浮かばせている。
アニメでは『デジモンセイバーズ』で登場。
- 世代/究極体
- タイプ/妖精型
- 属性/データ
- 必殺技/シャリテ、アギシャンレーヴル、ティファレト

必殺技
シャリテ
オーラのマントを増幅させてやさしく敵を包み込み消滅させる。
設定のみで、登場作品内では未登場。
アギシャンレーヴル
唇から投げキッスをした後にハート型のレーザーを撃つ。
アニメ『デジモンセイバーズ』では第43話で使用。
ティファレト
ティファレトから光線を放ち敵を撃つ。
アニメ『デジモンセイバーズ』では第44話で使用。

## 登場人物としてのロゼモン

### デジモンアドベンチャー
太刀川ミミのパートナーデジモンであるパルモンの究極体として登場。PSP版のみで、アニメ本編では未登場。

### デジモンアドベンチャー tri.
本作品で本格的に登場を果たした（第2章から登場）。

### デジモンアドベンチャー:
太刀川ミミのパートナーデジモンであるパルモンの究極体として第55話から登場。声優は山田きのこ。サイズは上記の旧作より巨大となっている。

### デジモンワールド デジタルカードバトル
はじまりの街に住み、ファイル島を統治していたがバグカードの影響で動けなくなってしまい、データ容量の少ないババモンの姿を借りて事態を打開すべく主人公を現実世界から召喚した。
ババモンとして主人公が行くべき場所を占うなどサポートキャラとして活躍。セブンズカードリーダーの一人・ヴァンデモンから好意を寄せられており、暴走気味な彼に呆れつつも尻に敷いているので満更でもないらしい。最終決戦では元の姿に戻り正体を明かすと共にムゲンマウンテンに同行、動力炉を破壊した。使用するデッキは「禁断の誘惑」（英訳すると「Forbidden Temptation」（フォービドゥン・テンプテイション）になる）。エンディング後、主人公に現実世界とデジタルワールドを行き来するためのカード・ダウンローダーを託す。

### デジモンアドベンチャーVテイマー01
エイリアス3の一人、豪徳寺マリのパートナー。ホーリーエンジェル城に進軍するネオのために、太一たちを足止めした。
電撃の鞭・ソーンウィップでゼロを服従させ、自滅させようとしたがイガモンの投げたクナイがアースになり失敗する。その後エイリアスの三人がネオに反逆した時にはオメガモンと共に戦ったが、究極体に進化したアルカディモンに圧倒され、オメガモンたちに後を任せて命と引き換えにアルカディモンの左腕を千切り戦死した。

### その他
- デジモンセイバーズ - ララモンの究極体。外見からかお色気キャラ的な扱い。声優はゆかな。